# Буфало
Буфало (енгл. Buffalo) други је по величини град америчке савезне државе Њујорк. Налази се на обали језера Ири, на месту где из њега отиче река Нијагара. Са друге стране реке је канадски град Форт Ири.
По попису становништва из 2020. у њему је живело 278.349 становника, а 1.125.637 у ширем градском подручју.

## Историја
Мало трговачко насеље на месту данашњег Буфала настало је 1789. Нагли раст града је уследио 1840-их после изградње канала Ири 1825. Крајем XIX века Буфало је био осми највећи град у САД, највећа унутрашња лука земље и центар тешке индустрије, производње аутомобила и електричне енергије. Средином XX века, значај трговине преко канала Ири је опао, а тиме и економски значај града.
Буфало је познат по архитектонским здањима из доба свог процвата. У њему се налази више зграда које је пројектовао Френк Лојд Рајт. Најпознатији музеј је Галерија Олбрајт-Нокс, позната по колекцији модерне уметности.
У Буфалу постоје два спортска тима која наступају у националним спортским лигама. То су: Буфало билси (амерички фудбал) и Буфало сејберси (хокеј на леду).

## Демографија
Према попису становништва из 2010. у граду је живело 261.310 становника, што је 31.338 (10,7%) становника мање него 2000. године.
|                   | 2010.            | 2000.            |
| Укупно            | 261 310 (100,0%) | 292 648 (100,0%) |
| Белци             | 119 801 (45,85%) | 151 450 (51,75%) |
| Афроамериканци    | 100 774 (38,56%) | 108 951 (37,23%) |
| Хиспаноамериканци | 27 519 (10,53%)  | 22 076 (7,544%)  |
| Азијати           | 8 409 (3,218%)   | 4 093 (1,399%)   |
| Остали            | 4 807 (1,840%)   | 6 078 (2,077%)   |

## Партнерски градови
- Лил
- Торемађоре
- Сијена
- Каназава
- Saint Ann Parish
- Дортмунд
- Кирјат Гат
- Cape Coast
- Твер